# 바람 저편
《바람 저편》은 1988년 9월 18일에 MBC TV에서 방영된 베스트셀러극장이다.

## 줄거리
유능한 의사라는 평가를 받아 온 김민우(노주현)는 외동딸이 죽은 직후 강에서 익사한 사체로 발견된다. 경찰 조사 결과 민우의 죽음은 자살로 판명나는데, 민우의 죽음은 아내 지숙(이경진)에게 큰 충격을 준다. 지숙은 남편의 유품을 정리하다가 민우의 일기장을 발견하고는, 그 내용을 읽으면서 지금까지 잘 알려지지 않았던 남편의 속마음과 생활을 더듬어 가는데...

## 출연
- 노주현
- 이경진
- 권재희
- 전운
- 전무송
- 추석양
- 이숙
- 정성모
- 맹상훈
- 홍관의
- 김흥수
- 최원석
- 김영석
- 윤예희
- 김경림
- 조은정
- 박순천
- 정선영
- 이현진